# Meerschweinchenleukose

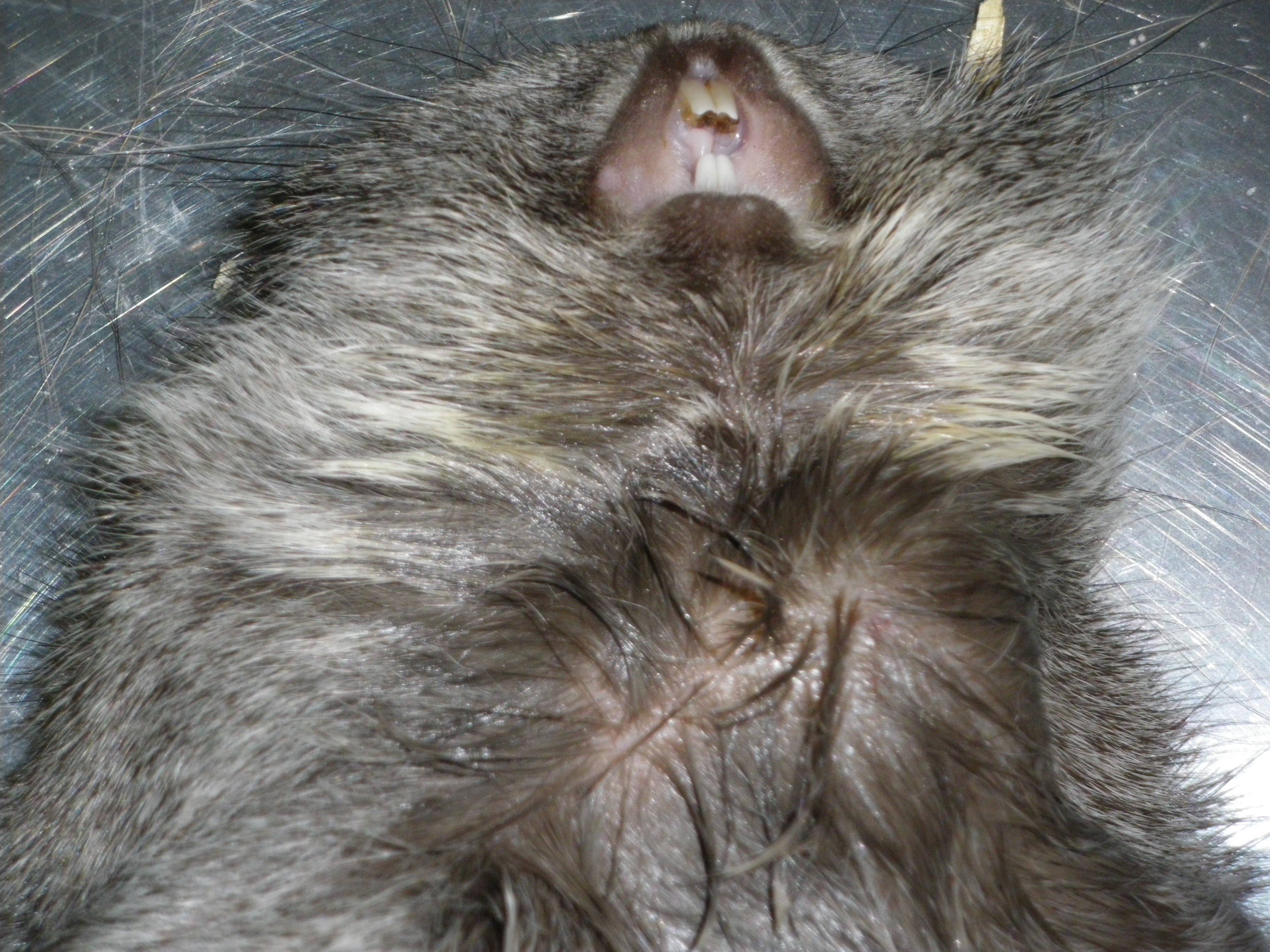
Meerschweinchenleukose: Schwellung der Halslymphknoten. Die Kniefalten- und Kniekehllymphknoten waren ebenfalls stark vergrößert.

Die Meerschweinchenleukose ist eine virusbedingte Infektionskrankheit der Meerschweinchen, die mit einer stark vermehrten Bildung der weißen Blutkörperchen (Leukozyten) einhergeht. Erreger der Meerschweinchenleukose ist ein Gammaretrovirus, das Guinea pig type-C oncovirus. 
Die Infektion erfolgt zumeist durch die Plazenta oder über die Muttermilch. Die Inkubationszeit der Erkrankung ist unbekannt, kann aber mehrere Jahre betragen. Die Meerschweinchenleukose zeigt sich in Fressunlust, Vergrößerung der Lymphknoten und der Leber und Abgeschlagenheit. Gelegentlich treten auch Atembeschwerden infolge eines Thoraxergusses auf. Im Blutbild zeigt sich eine Abnahme der Zahl der roten (Anämie) und eine starke Zunahme der weißen Blutkörperchen (Leukozytose).
Eine spezifische Behandlung ist nicht möglich. Eventuell kann durch Gabe von Prednisolon oder L-Asparaginase der Krankheitsverlauf aufgehalten werden.